# Maričiće
Maričiće (en serbe cyrillique : Маричиће) est un village de Serbie situé dans la municipalité de Kuršumlija, district de Toplica. Au recensement de 2011, il comptait 54 habitants.

## Démographie
| 1948 | 1953 | 1961 | 1971 | 1981 | 1991 | 2002 | 2011 |
| ---- | ---- | ---- | ---- | ---- | ---- | ---- | ---- |
| 267  | 248  | 182  | 129  | 109  | 72   | 54   | 54   |

|  |